# Klaus Maria Brandauer

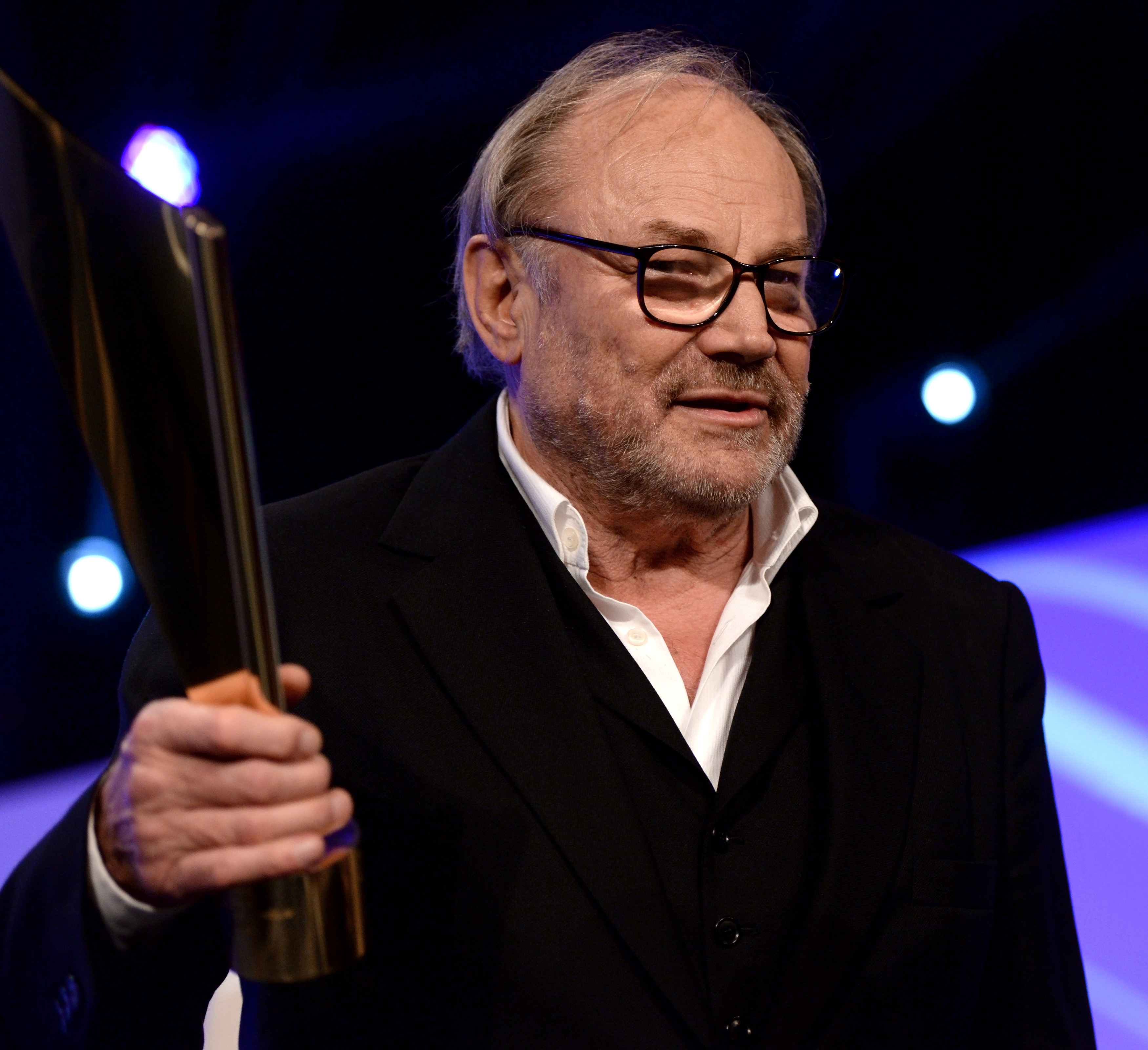
Klaus Maria Brandauer

Klaus Maria Brandauer ( [klaʊ̯s maˈʀiːa ˈbʀandaʊ̯ɐ]; * 22. června 1943, Bad Aussee, Štýrsko) je rakouský divadelní a filmový herec, režisér a pedagog.

## Život
Narodil se jako Klaus Georg Steng. Vyrůstal v rodině celního úředníka. V roce 1962 začal studovat herectví na vysoké škole ve Stuttgartu, ale absolvoval jen dva semestry. V roce 1963 byl angažován v divadle v Tübingenu. Později působil v několika divadlech v Německu, Rakousku a Švýcarsku. Roku 1971 zakotvil na scéně vídeňského Burgtheateru. Na této prestižní činoherní scéně působí dodnes.
Od poloviny 60. let byl obsazován před kamerou v televizi a ve filmu. Mezníkem v jeho filmové kariéře se stal rok 1981, kdy byl obsazen maďarským režisérem Istvánem Szabó do titulní postavy ve filmu Mefisto. Za svůj vynikající výkon byl oceněn několika cenami. Pod vedením Istvána Szabó ztvárnil i dvě další titulní role ve filmech Plukovník Redl (1985) a Hanussen (1988). V polovině 80. let začal být obsazován i v Hollywoodu. V roce 1985 obdržel Zlatý Glóbus za roli Brora Blixena ve snímku Sydneyho Pollacka Vzpomínky na Afriku. Věnuje se i režijní práci (filmy Mario a kouzelník, Georg Elser).

## Filmografie (výběr)
- Oscar Wilde [TV] (1972)
- Wienerinnen (1973)
- Mefisto (1981)
- Never Say Never (1983)
- Plukovník Redl (1984)
- Vzpomínky na Afriku (1985)
- Quo vadis? (1985)
- Streets of Gold (1986)
- Hanussen (1988)
- Pavučina (1989)
- Francouzská revoluce [TV] (1989)
- Elser (1990)
- Ruský dům (1990)
- Bílý tesák (1991)
- Becoming Colette (1991)
- Mario a kouzelník (1992)
- Rembrandt (1999)
- Cyrano de Bergerac 2000
- Král Galů (2001)
- Jedermanns Fest (2002)
- Mezi cizinci (2002)
- Korunní princ Rudolf (2006)
- Tetro (2009)
- Manipulation (2011)